# 2025 en musique classique
| \| • Retour à la chronologie générale de la musique classique • \| |
| Grèce • Rome • Haut Moyen Âge • VIIIe siècle • IXe siècle • Xe siècle • XIe siècle XIIe siècle • XIIIe siècle • XIVe siècle • XVe siècle • XVIe siècle • XVIIe siècle XVIIIe siècle • XIXe siècle • XXe siècle • XXIe siècle |
| • Retour à la chronologie générale de la musique classique • |

| Années en musique classique : 2022 - 2023 - 2024 - 2025 - 2026 - 2027 - 2028    |
| Décennies en musique classique : 1990 - 2000 - 2010 - 2020 - 2030 - 2040 - 2050 |

Cette page recense les événements de l'année 2025 en musique classique.

## Événements
- 1er janvier : concert du nouvel an de l'orchestre philharmonique de Vienne au Musikverein, dirigé par Riccardo Muti[1],[2].
- 29 janvier au 2 février : festival La Folle Journée de Nantes[3].
- 7 juin : Hymne à l'océan, pour grand chœur mixte et orchestre symphonique, commande de l'opéra de Nice à Yann Robin à l'occasion de l'Année de la mer, donnée en préambule à la troisième Conférence des Nations unies sur l'océan accueillie à Nice en 2025[4].

## Prix
- Prix Ernst-von-Siemens : Simon Rattle.
- Prix Polar Music : Barbara Hannigan.
- Prix Birgit Nilsson : Festival d'Aix-en-Provence.
- Prix Brahms : Chœur de garçons de Windsbach.
- Prix Praemium Imperiale : András Schiff.

## Décès
- 1er janvier : Jean-Michel Defaye, compositeur, arrangeur et chef d'orchestre français (° 18 septembre 1932).
- 7 janvier : Ayla Erduran, violoniste turque (° 22 août 1934).
- 13 janvier : Elgar Howarth, chef d'orchestre, compositeur et trompettiste britannique (° 4 novembre 1935).
- 17 janvier : Herbert Henck, pianiste allemand (° 28 juillet 1948).
- 18 janvier : Claire van Kampen, réalisatrice, compositrice et dramaturge britannique (° 3 novembre 1953).
- 26 janvier : Kazuyoshi Akiyama, chef d'orchestre japonais (° 2 janvier 1941).
- 30 janvier : İlhan Usmanbaş, compositeur turc (° 23 octobre 1921).
- 1er février : Peter Schmidl, clarinettiste autrichien (° 10 juin 1941).
- 4 février : Paul Plishka, chanteur d'opéra (basse) américain (° 28 août 1941).
- 9 février :  Edith Mathis, soprano suisse (° 11 février 1938).
- 10 février : Maria Tipo, pianiste italienne (° 23 décembre 1931).
- 11 février : Bernard Lagacé, organiste et claveciniste canadien (° 21 novembre 1930).
- 14 février : François Pantillon, compositeur, chef de chœur et chef d'orchestre suisse (° 15 janvier 1928).
- 16 février : Vladimír Válek, chef d'orchestre tchèque (° 2 septembre 1935).
- 20 février : Ilkka Kuusisto, compositeur finlandais (° 26 avril 1933).
- 24 février : Frédéric van Rossum, compositeur et pianiste belge (° 5 décembre 1939).
- 25 février : Ferenc Rados, pianiste hongrois (° 26 octobre 1934).
- 3 mars : Jean-Marie Londeix, saxophoniste français (° 20 septembre 1932).
- 12 mars : Michel Arrignon, clarinettiste français (° 1948).
- 13 mars : Sofia Goubaïdoulina, compositrice russe (° 24 octobre 1931).
- 15 mars : Jean Mongrédien, musicologue français (° 19 juin 1932).
- 16 mars : Judith Bailey, compositrice, clarinettiste et chef d'orchestre britannique (° 18 juillet 1941).
- 30 mars : Enrique Bátiz, pianiste et chef d'orchestre mexicain (° 4 mai 1942).
- 31 mars :  John Nelson, chef d'orchestre américain (° 6 décembre 1941).
- 4 avril : Bernard Ringeissen, pianiste français (° 15 mai 1934).
- 10 avril : Niklas Eklund, trompettiste suédois (° 1969).
- 14 avril : Peter Seiffert, ténor allemand (° 14 janvier 1954).
- 17 avril : Peter Ablinger, compositeur autrichien (° 15 mars 1959).
- 17 avril :  Erhard Grosskopf, compositeur allemand (° 17 mars 1934).
- 25 avril : Richard Wernick, compositeur américain (° 16 janvier 1934).
- 28 avril : Denise Dupleix,  soprano française et professeure de chant (° 1er août 1927).
- 30 avril : Kari Løvaas, soprano norvégienne (° 13 mai 1939).
- 2 mai : Philippe Capdenat, compositeur français (° 17 juillet 1934).
- 3 mai : Pierre Audi,  metteur en scène, directeur artistique de théâtre et d'opéra (° 9 novembre 1957).
- 10 mai : Matthew Best, chanteur (basse) et chef d'orchestre britannique (° 6 février 1957).
- 11 mai : Alena Veselá, organiste tchèque (° 7 juillet 1923).
- 15 mai : Luigi Alva, ténor péruvien (° 10 avril 1927).
- 16 mai : Jadwiga Rappé, contralto polonaise (° 24 février 1952).
- 28 mai : Per Nørgård, compositeur danois (° 13 juillet 1932).
- 29 mai :
  - Susann McDonald, harpiste et pédagogue américaine (° 26 mai 1935).
  - Tamás Vető, chef d'orchestre et chef de chœur danois (° 20 mai 1935).
- 30 mai : Suzanna Rosander, soprano franco-néerlandaise (° 15 novembre 1943).
- 3 juin : Eugen Doga, compositeur moldave (° 1er mars 1937).
- 17 juin : Alfred Brendel, pianiste autrichien (° 5 janvier 1931).
- 24 juin : Charles Brett, contreténor britannique (° 27 octobre 1941).
- 26 juin : Lalo Schifrin, pianiste, arrangeur, compositeur et chef d'orchestre américano-argentin (° 21 juin 1932).
- 28 juin : Gilda Cruz-Romo, soprano mexicaine (° 12 février 1940).
- 29 juin : Stuart Burrows, ténor britannique (° 7 février 1933).
- 30 juin : Pierre Cogen, organiste français (° 2 octobre 1931).
- 6 juillet : Helena Tattermuschová, soprano tchèque (° 28 janvier 1933).
- 15 juillet : Ingrid Figur, soprano allemande (° 1er octobre 1936).
- 16 juillet : Gary Karr, contrebassiste américain (° 20 novembre 1941).
- 18 juillet : Roger Norrington, chef d'orchestre britannique (° 16 mars 1934).
- 19 juillet : Béatrice Uria-Monzon, mezzo-soprano française (° 28 décembre 1963).
- 21 juillet : David Rendall, ténor britannique (° 11 octobre 1948).
- 11 août : Celso Garrido Lecca, compositeur péruvien (° 9 mars 1926).